# دهستان بیکاه
دهستان بیکاه، یکی از دهستان‌های بخش بیکاه شهرستان رودان در استان هرمزگان ایران است. مرکز این دهستان، روستای کهنشوئیه است.

## جمعیت
بر پایه سرشماری عمومی نفوس و مسکن در سال ۱۳۹۵، جمعیت دهستان بیکاه برابر با ۵٬۱۶۵ نفر بوده‌است.
طبق تحقیقات فرهنگ شناسی جامع از کتاب فرهنگ هرمزگان 
بیکاه مردمانی خون گرم دارد و از جاهای دیدنی بیکاه می‌شود به زیارت گاه هایی که وجود دارد اشاره کرد و روستای گشوئیه که آب و هوایی بسیار خوب وباغ و درختان زیاد دارد شغل بیشتر مردمان گشوئیه کشاورزی است
و درختان لیمو خرما در بیکاه خیلی کشت می‌شود و البته درسال های اخیر خیلی از افراد از خارج استان به روستای گشوئیه آمدند و سرمایه گذاری کردند یکی از این افراد مهدی سیف الدینی زاده است وی با سن کم خود(متولد ۱۳۹۰) 
سرمایه گذاری هایی عظیمی کرده 